# گویش‌های بایرنی

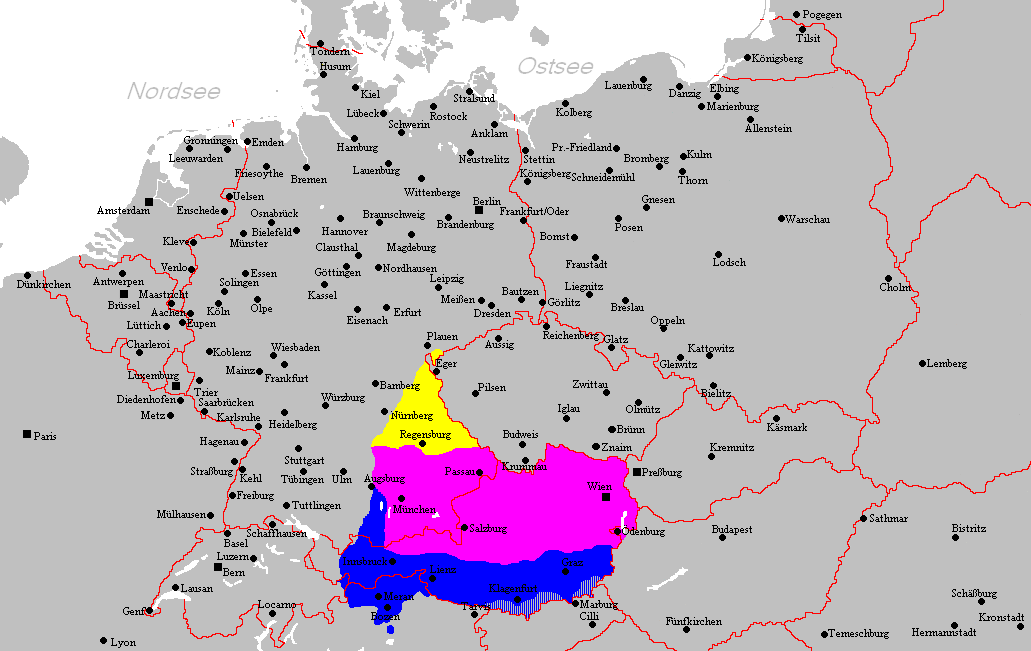
گسترهٔ بایرنی:
بایرنی شمالی
بایرنی مرکزی یا بایرنی دانوب
بایرنی جنوبی

بایرنی یا اتریشی-بایرنی نام گروهی از گویش‌ها از شاخه آلمانی علیا از خانوادهٔ زبان‌های ژرمنی است.
گویشوران آن حدود ۲۱ میلیون نفر می باشند که اکثراً در مناطق زیر پراکنده‌اند:
- بایرن
- اتریش
  - در تمام این کشور به جز ایالت فدرال فورآرلبرگ و بخش‌هایی از ایالت تیرول که ساکنان آن به زبان آلمانیش سخن می گویند.
- سوییس
  - در روستای سامناون در ایالت گراوبوندن.
- ایتالیا
  - در کل استان تیرول جنوبی (بولزان-بوزان) و در میان گروه‌ها کوچک آلمانی زبان در استان‌های ترنتو، ونتو (زبان های سیمبری) و فریولی.
- مجارستان
  - شهر شپرن دارای دو زبان رسمی است.
- جمهوری چک
  - در منطقه بومر والد  (به چکی: Šumava تلفظ: سوماوا).